# Gion (métro de Fukuoka)
Gion (祇園駅, Gion-eki) est une station de la ligne Kūkō du métro de Fukuoka. Elle est située dans l'arrondissement de Hakata à Fukuoka au Japon. Elle porte comme sous-titre Hakata Old Town (博多旧市街口, "Vieille ville de Hakata").

## Situation sur le réseau
Établie en souterrain, Gion est située au point kilométrique (PK) 9,1 de la ligne Kūkō. Elle est située entre la station Nakasu-Kawabata, en direction du terminus ouest Meinohama, et la station Hakata, en direction du terminus est Aéroport de Fukuoka.

## Histoire
La station Gion est mise en service le 22 mars 1983, à l'occasion du prolongement de la ligne Kūkō à Hakata.

## Services aux voyageurs

### Accès et accueil
La station est ouverte tous les jours.

### Desserte
Gion est desservie par les rames de la ligne Kūkō :
- voie 1 : direction Aéroport de Fukuoka
- voie 2 : direction Meinohama (interconnexion avec la ligne Chikuhi pour Chikuzen-Maebaru et Karatsu)

Installations et desserte
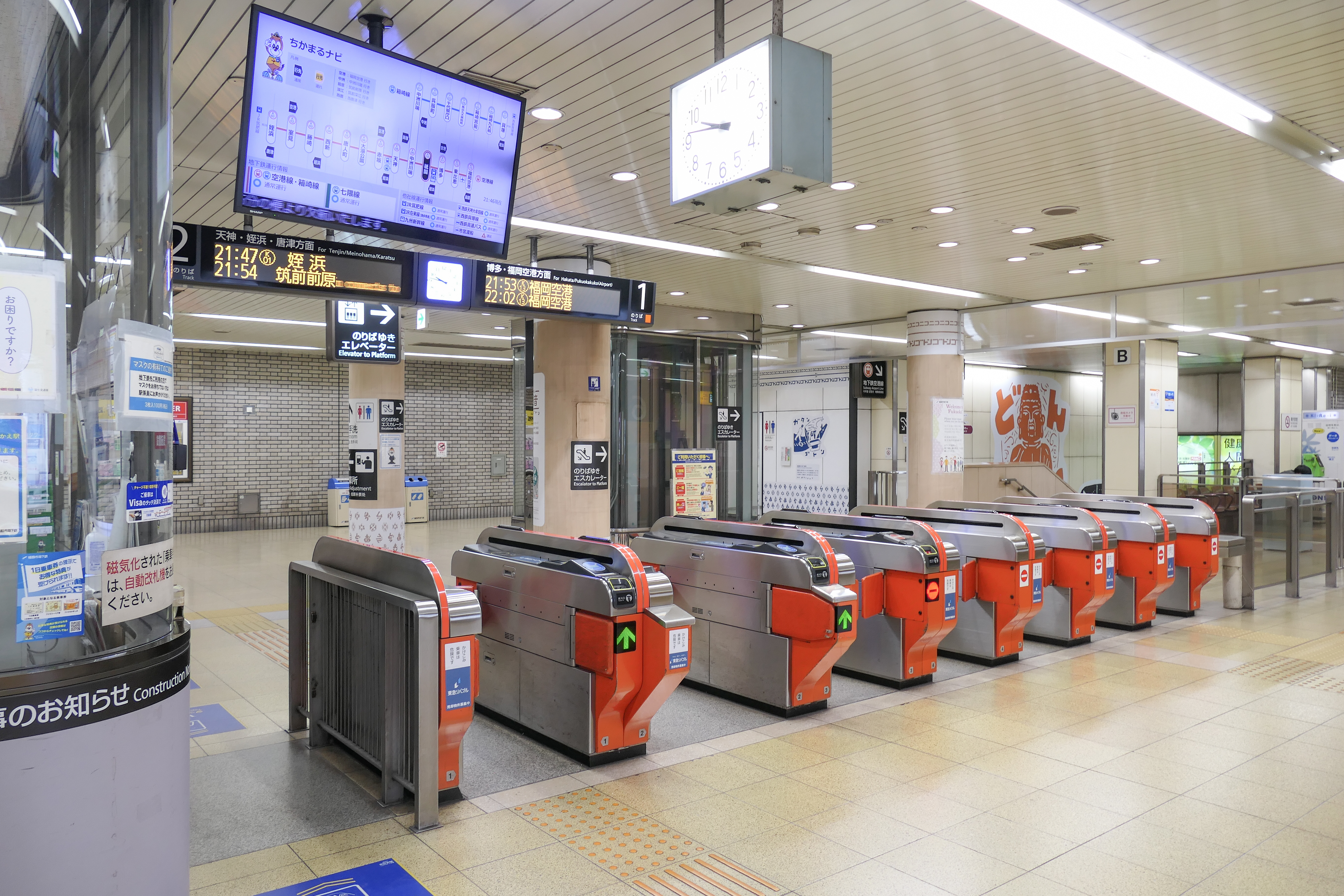
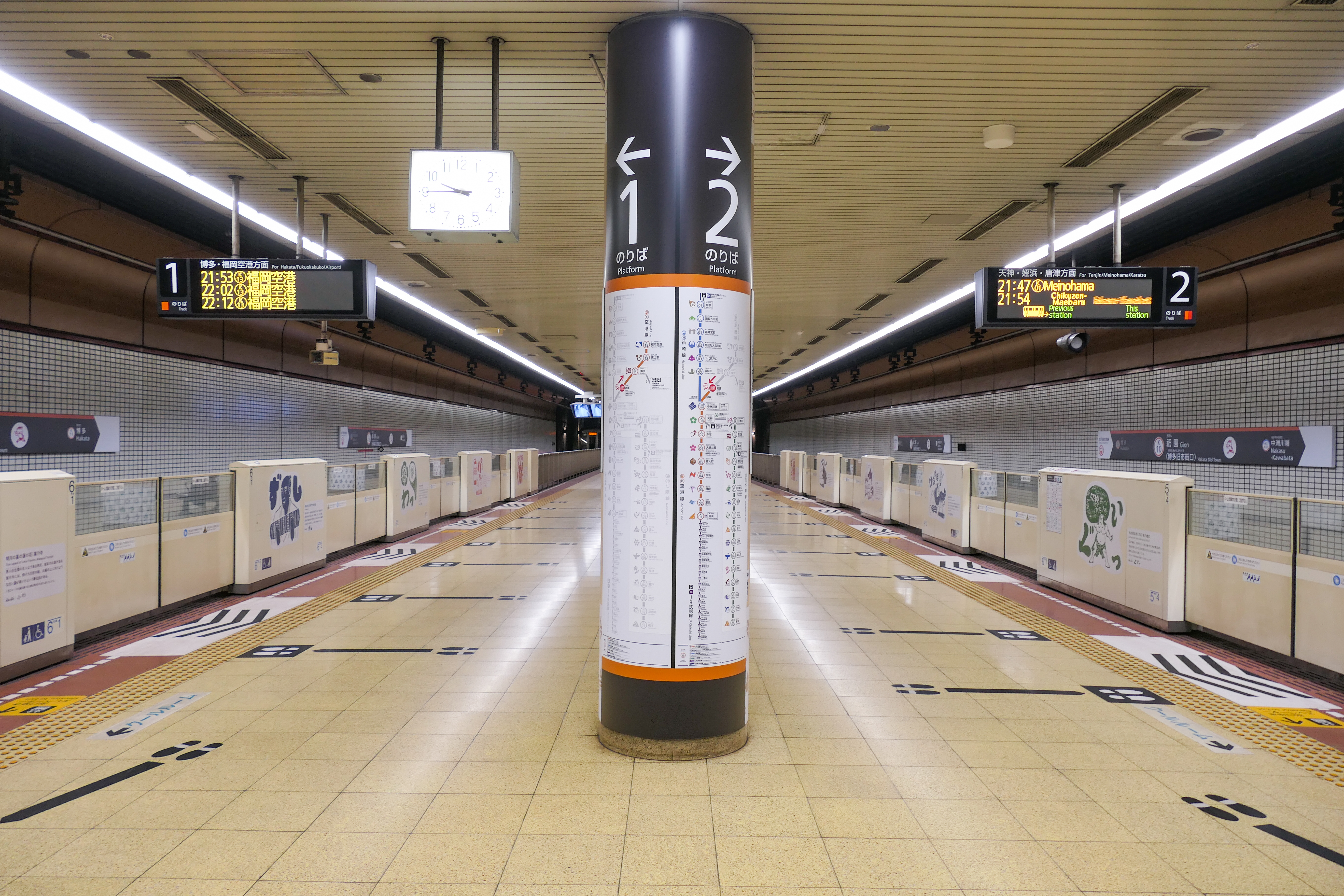

## À proximité
- Kushida-jinja
- Tōchō-ji
- Canal City Hakata